# Titanil fosfato de potasio
Titanil fosfato de potasio (KTP por sus siglas en inglés) es un compuesto inorgánico con la fórmula KTiOPO4.  Es un sólido blanco.  El KTP es un material óptico nolineal importante que suele ser utilizado para duplicar la frecuencia de láseres de estado sólido bombeados mediante diodos tales como Nd-YAG y otros láseres dopados con Neodimio.

## Síntesis y estructura
El compuesto se prepara haciendo reaccionar dióxido de titanio con una mezcla de KH2PO4 y K2HPO4 a unos 1300 K. Las sales de potasio sirven como reactivo y como fundente.
El material ha sido caracterizado mediante cristalografía de rayos X. KTP tiene una estructura cristalina ortorrómbica. Cuenta con sitios octaédricos de Ti (IV) y fosfatos tetraédricos. El potasio tiene un alto número de coordinación. Todos los átomos pesados (Ti, P, K) están unidos exclusivamente por óxidos, que interconectan estos átomos.

## Aspectos operativos
Los cristales de KTP son muy transparentes para las longitudes de onda entre 350-2700 nm, con una transmisión reducida hasta los 4500 nm, donde el cristal es efectivamente opaco. Su coeficiente de generación de segundos armónicos (SHG) es aproximadamente tres veces superior al del KDP. Tiene una dureza Mohs de aproximadamente 5.
El KTP también se utiliza como oscilador paramétrico óptico para la generación de IR cercano hasta 4 µm. Es especialmente adecuado para el funcionamiento de alta potencia como oscilador paramétrico óptico debido a su elevado umbral de daño y a su gran apertura de cristal. El alto grado de desviación birrefringente entre la señal de bombeo y los haces de ociosidad presentes en este material limitan su uso como oscilador paramétrico óptico para aplicaciones de muy baja potencia.
El material tiene un umbral relativamente alto al daño óptico (~15 J/cm²), una excelente no linealidad óptica y una excelente estabilidad térmica en teoría. En la práctica, los cristales de KTP necesitan tener una temperatura estable para funcionar si se bombean con 1064 nm (infrarrojos, para dar salida a 532 nm verdes). Sin embargo, es propenso a sufrir daños fotocromáticos (denominados "seguimiento gris") durante la generación de segundos armónicos a 1064 nm de alta potencia, lo que tiende a limitar su uso a sistemas de baja y media potencia.
Otros materiales de este tipo son el arseniato de titanilo de potasio (KTiOAsO4).

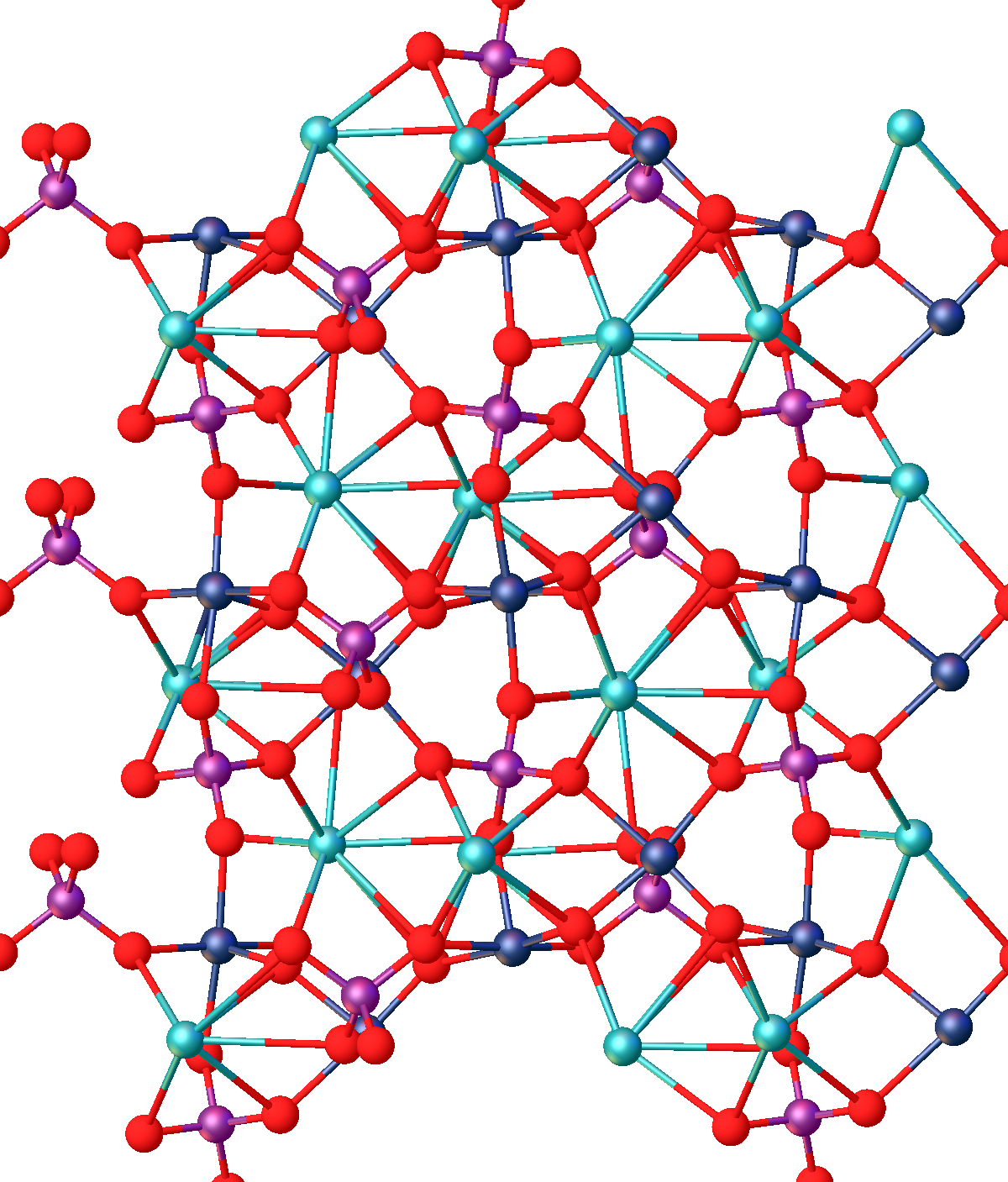
Estructura del KTP vista desde el eje b. Código de colores: rojo = O, morado = P, azul brillante = K, azul oscuro = Ti).

## Algunas aplicaciones
Se utiliza para producir "luz verde" para realizar algunas operaciones de próstata con láser. Los cristales de KTP acoplados a cristales de Nd:YAG o Nd:YVO4 se encuentran habitualmente en los punteros láser verdes.
El KTP también se utiliza como modulador electroóptico, material de guía de ondas ópticas y en acopladores direccionales.

## Fosfato de titanilo potásico periódicamente pulido (PPKTP)
El fosfato de titanilo potásico periódicamente pulido (PPKTP) consiste en KTP con regiones de dominio conmutadas dentro del cristal para diversas aplicaciones ópticas no lineales y de conversión de frecuencia. Puede adaptarse a la longitud de onda para la generación eficiente de segundos armónicos, la generación de suma de frecuencias y la generación de diferencias de frecuencia. Las interacciones en el PPKTP se basan en el emparejamiento de cuasi-fases, que se consigue mediante la polarización periódica del cristal, por lo que se crea en el material una estructura de dominios ferroeléctricos regularmente espaciados con orientaciones alternas.
El PPKTP se utiliza habitualmente para las conversiones de frecuencia de tipo 1 y 2 para longitudes de onda de bombeo de 730-3500 nm.
Otros materiales utilizados para el pulido periódico son los cristales inorgánicos de banda ancha, como el niobato de litio (que da lugar al niobato de litio periódicamente pulido, PPLN), el tantalato de litio y algunos materiales orgánicos.